# 黔源電力
貴州黔源電力股份有限公司，簡稱貴州黔源電力股份、貴州黔源電力，以及黔源電力（Guizhou Qianyuan Power Company Limited，深交所：002039），在1988年，由贵州省电力投资公司等有關關聯企業組成，現時由中國華電集團公司旗下。
現時業務為参加电力建设项目投资。該總部位於贵州省贵阳市南明区都司高架桥路46号黔源大厦。董事長為耿元柱，總經理為张志强。
該股份為2005年3月3日於深圳證券交易所中小板上市。招股價為5.97元人民幣，發行股份為50,000,000股，集資額為298,500,000元人民幣。

## 連結
- GZQYDL.cn （页面存档备份，存于）